# Vétroz
Vétroz es una comuna suiza situada en el distrito de Conthey, en el cantón del Valais. Tiene una población estimada, a fines de 2022, de 6510 habitantes.

## Geografía
Según datos oficiales de fines de 2021, la comuna tiene una superficie de 10.43 km². De ese total, 4.43 km² se utilizan para fines agrícolas, 2.05 km² son áreas forestales, 2.44 km² corresponden a áreas urbanas y 1.51 km² son tierras improductivas.